# 薩帕塔縣 (德克薩斯州)
薩帕塔县（英語：Zapata County）是位於美國德克薩斯州南部的一個縣，格蘭德河在南界（同時是美國和墨西哥的邊界）流過。面積2,740平方公里。根據美國2000年人口普查，共有人口12,182人。縣治薩帕塔（Zapata）。
成立於1858年1月22日（縣政府成立於4月26日）。縣名紀念與墨西哥對抗的牧場主安東尼奧·薩帕塔（Antonio Zapata）。